# Atenka

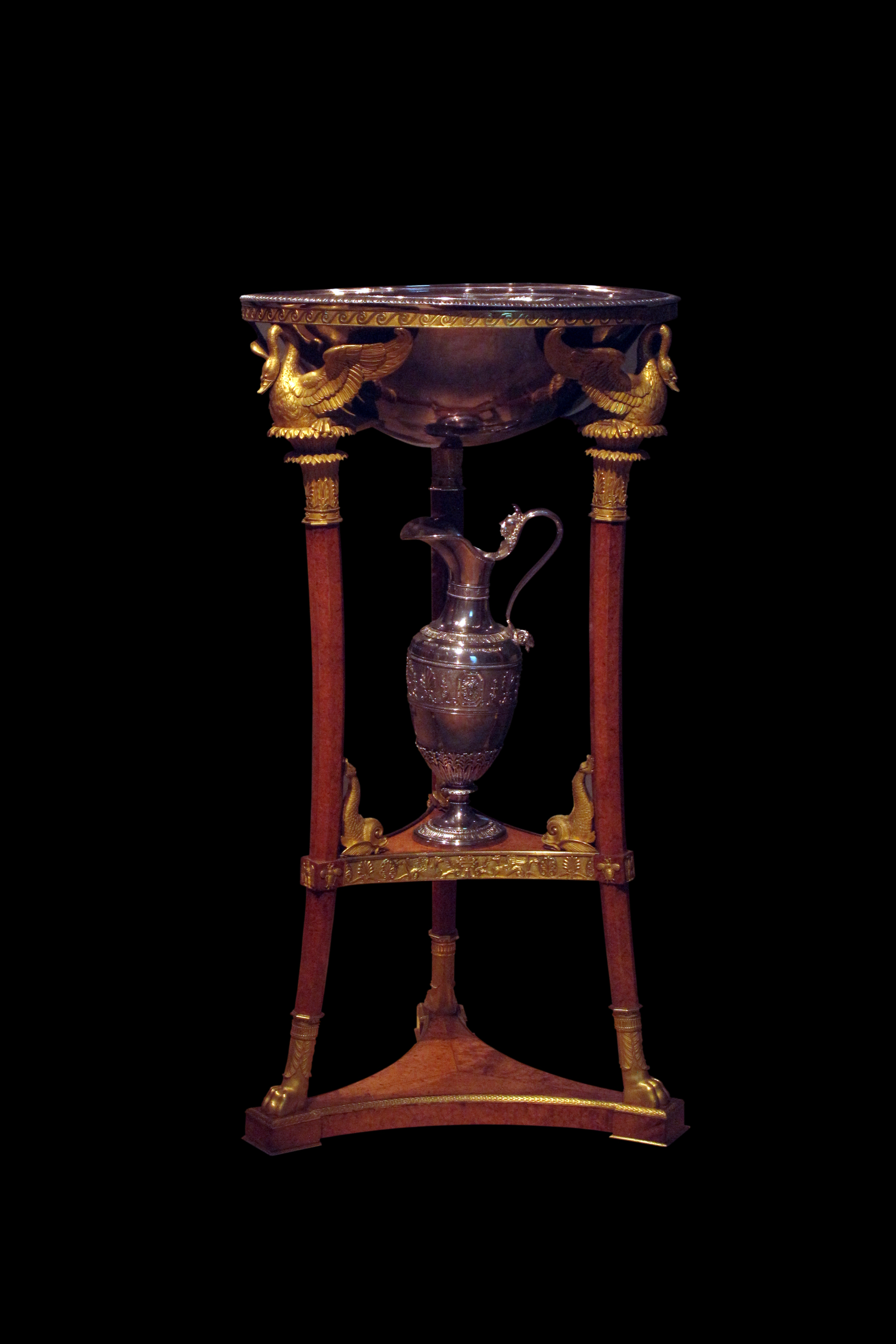
Atenka należąca do Napoleona Bonaparte

Atenka (fr. athénienne, od Athénienne – Atenka lub athénien – ateński) – rodzaj niewielkiego mebla w postaci trójnogu, popularnego w drugiej połowie XVIII i na początku XIX wieku. 
Pierwszy jego projekt z 1757 (opublikowany w 1762) był dziełem szkockiego artysty i badacza starożytności Jamesa Stuarta, zwanego „Ateńczykiem” i znanego jako popularyzator sztuki klasycznej. We Francji pojawiła się w okresie panowania Ludwika XVI jako użytkowe naśladownictwo trójnogów antycznych. 
W 1763 Joseph-Marie Vien przedstawił ten obiekt na swym obrazie „Cnotliwa Atenka” w scenie kapłanki palącej kadzidło na podobnym trójnogu. Popularność temu meblowi miało zyskać przedstawienie na rycinie przez J.H. Ebertsa, wydawcę żurnali mody, w roku 1773. On również nadał nazwę, pod którą sprzęt ten jest znany dotychczas.
Atenki wykonywano z brązu lub drewna patynowanego. Służyły jako podstawa wazonu, naczynia do mycia (umywalni), nawet jako kadzielnica do perfum, a także jako niewielki stolik bądź podstawa pod kandelabr.